# ميناء كولمبو
ميناء كولمبو هو ميناء يقع في مدينة كولمبو، سريلانكا. يعد واحد من أكبر الموانئ الاصطناعية في العالم، ويتعامل مع معظم التجارة الخارجية لسريلانكا.